# Präparatespender

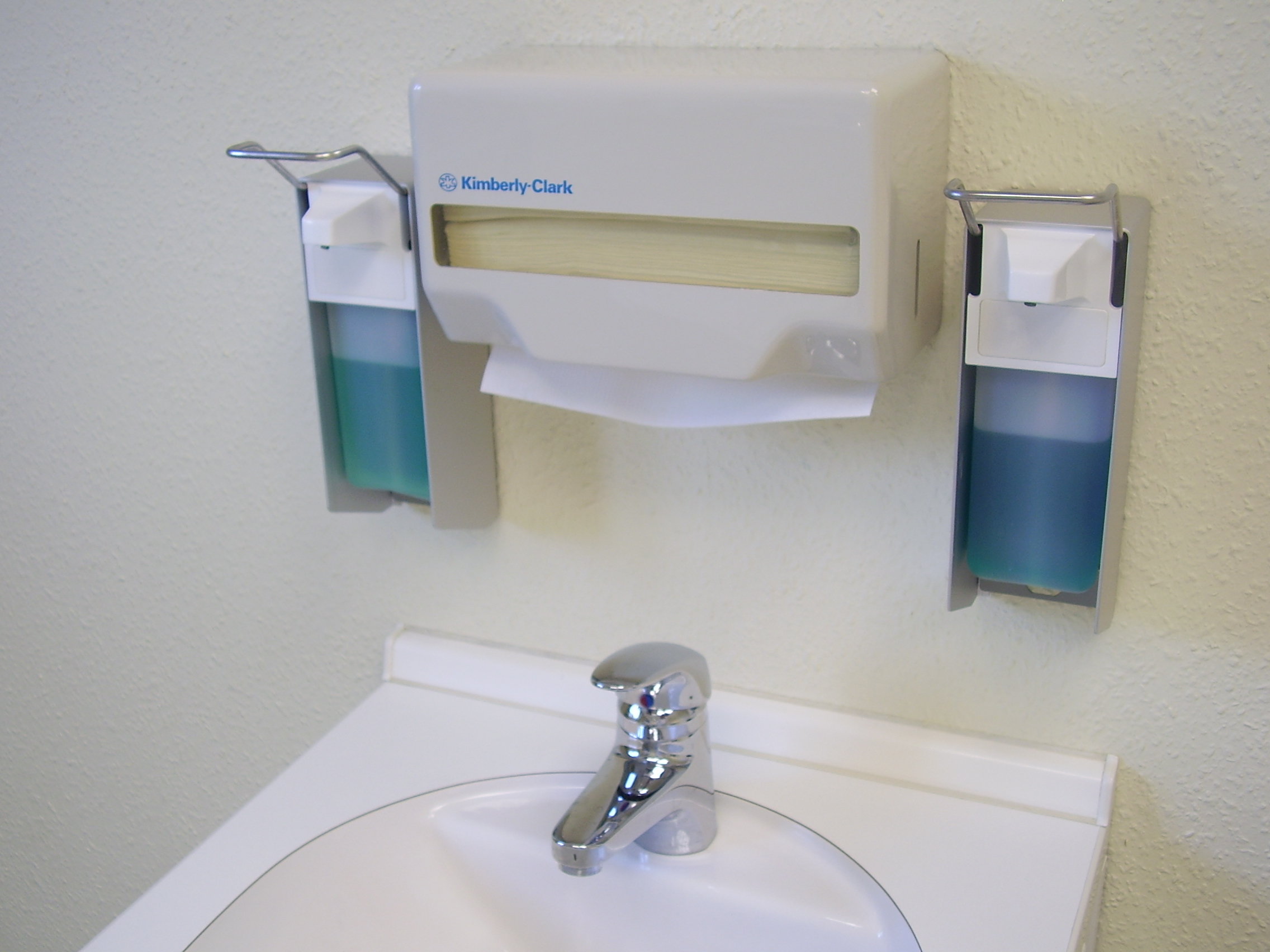
Wandmontierte Spender für Flüssigseife und Desinfektionsmittel

Ein Präparatespender ist ein Gerät, welches Flüssigseife, Desinfektionsmittel oder Lotion dosiert auf die Hände abgibt. Bedient wird ein Spender mit Hilfe eines Hebelarms oder berührungslos über einen Sensor. Viele Spender arbeiten nach dem Prinzip einer Kolbenpumpe.
Bei den meisten Spendern wird Druck auf den Hebelarm per Hand, Ellenbogen oder Unterarm ausgeübt. Durch die verbaute Pumpe wird eine genaue Menge der enthaltenen Lösung freigesetzt. Sogenannte Eurospender sind europäisch genormte Geräte, die entsprechende Einwegbehälter verschiedener Hersteller mit fester Gewindegröße fassen.
Im Gesundheitsbereich werden in Deutschland für Händedesinfektionsmittel Spender eingesetzt, die als Medizinprodukt gelten. Baugleiche Handwaschpräparatespender gelten nicht als Medizinprodukt, sind im Vergleich zu Desinfektionsmittelspendern aber kontaminationsanfälliger. Beide Spenderarten müssen daher in bestimmter Weise aufbereitet werden. Die Kommission für Krankenhaushygiene und Infektionsprävention (KRINKO) empfiehlt, die Spender mit nicht wieder befüllbaren Gebinden (Einmalcontainer) zu bestücken.